# Ma mère me disait
Albums de Dalida
Canta in italiano
(1969) Ils ont changé ma chanson
(1970)
Ma mère me disait est le seizième album studio enregistré en français de Dalida. C'est également le dernier album à être publié par les disques Barclay, il est paru en 1969. 
L'album s'inscrit dans la lignée des deux précédents, tendant vers une variété avec des textes se faisant plus graves et mélancoliques. Il y parait, néanmoins, des titres plus up-tempo, avec un ton plus léger (Naké-di - naké-dou, Zoum Zoum Zoum).
L'entièreté des titres a été publiée sur 45 tours, entre 1968 et 1969, précédemment à la sortie de l'album, à l'exception de la reprise de La vie en rose qui figurait déjà sur l'album Il Silenzio publié en 1965.
La direction musicale et les arrangements sont assurés par J.C. Petit, G. Motta, A. Goraguer, R. Lefevre et Jean-Claude Vannier.
Les photos du disques ont été prises par Alain Marouani et Georges Dambier.

## Face A
1. Ma mère me disait (M. Simille, M. Delancray, E. Charden)
2. Deux colombes (Giani Esposito)
3. Les violons de mon pays (P. Bilat, F. Barcellini)
4. L'anniversaire (Pierre Delanoe, Denoncin)
5. La vie en rose (Edith Piaf, Louiguy)
6. Le vent n'a pas de mémoire (Boris Bergman, H. Giraud)
7. Naké-di - naké-dou (Adei, H. Gietz, K.G. Neumann)

## Face B
1. Les couleurs de l'amour (Michaële, P. Ryan)
2. L'an 2005 (Nel 2023) (B. Bergman, R. Evans)
3. La ballade à temps perdu ( B. Bergman, M. Dourdan, Canfora)
4. Le sable de l'amour (F. Gerald, D. Vangard)
5. Pars (Guy Bontempelli, V. Young)
6. Zoum Zoum Zoum (N. Perides, A. Canfora)

## Singles

### France
- Pars/ La petite maison bleue/ La bambola/ Dans la ville endormie
- L'anniversaire/ Sêche vite tes larmes/ Zoum Zoum Zoum/ Dis-moi des mots
- Les violons de mon pays/ Le vent n'a pas de mémoire/ Le sable de l'amour/ Et pourtant j'ai froid
- L'an 2005/ Naké-di - naké-dou/ Ma mère me disait/ Les anges noirs
- Le clan des Sicilliens/ Deux colombes/ Les couleurs de l'amour/ La Ballade à temps perdu